# Арбошікі
Арбошікі (груз. არბოშიკი) — село в Грузії.
За даними перепису населення 2014 року в селі проживає 1138 осіб.